# Анаврити (дем Навпактия)
Анаврити (на гръцки: Αναβρυτή, до 1928 година Βετοψίστα, Ветопсиста) е планинско село в района на Кравара, дем Навпактия, Гърция, на надморска височина от 730-810 метра. Отстои на 36,5 км на север-североизток от Навпакт.
В района на селото има 32-а извора. Също така в селското землище се намира пещерата Дракотрипа – интересен обект за спелеолозите.
В селото се намира каменна църква посветена на Света Параскева издигната през 1891 година.